# Les Andelys
Les Andelys – miejscowość i gmina we Francji, w regionie Normandia, w departamencie Eure, położona nad wschodnim (prawym) brzegiem Sekwany.
Według danych na rok 1990 gminę zamieszkiwało 8455 osób, a gęstość zaludnienia wynosiła 208 osób/km² (wśród 1421 gmin Górnej Normandii Les Andelys plasuje się na 36 miejscu pod względem liczby ludności, natomiast pod względem powierzchni na miejscu 4).
Znajduje się tu średniowieczny zamek Château Gaillard.

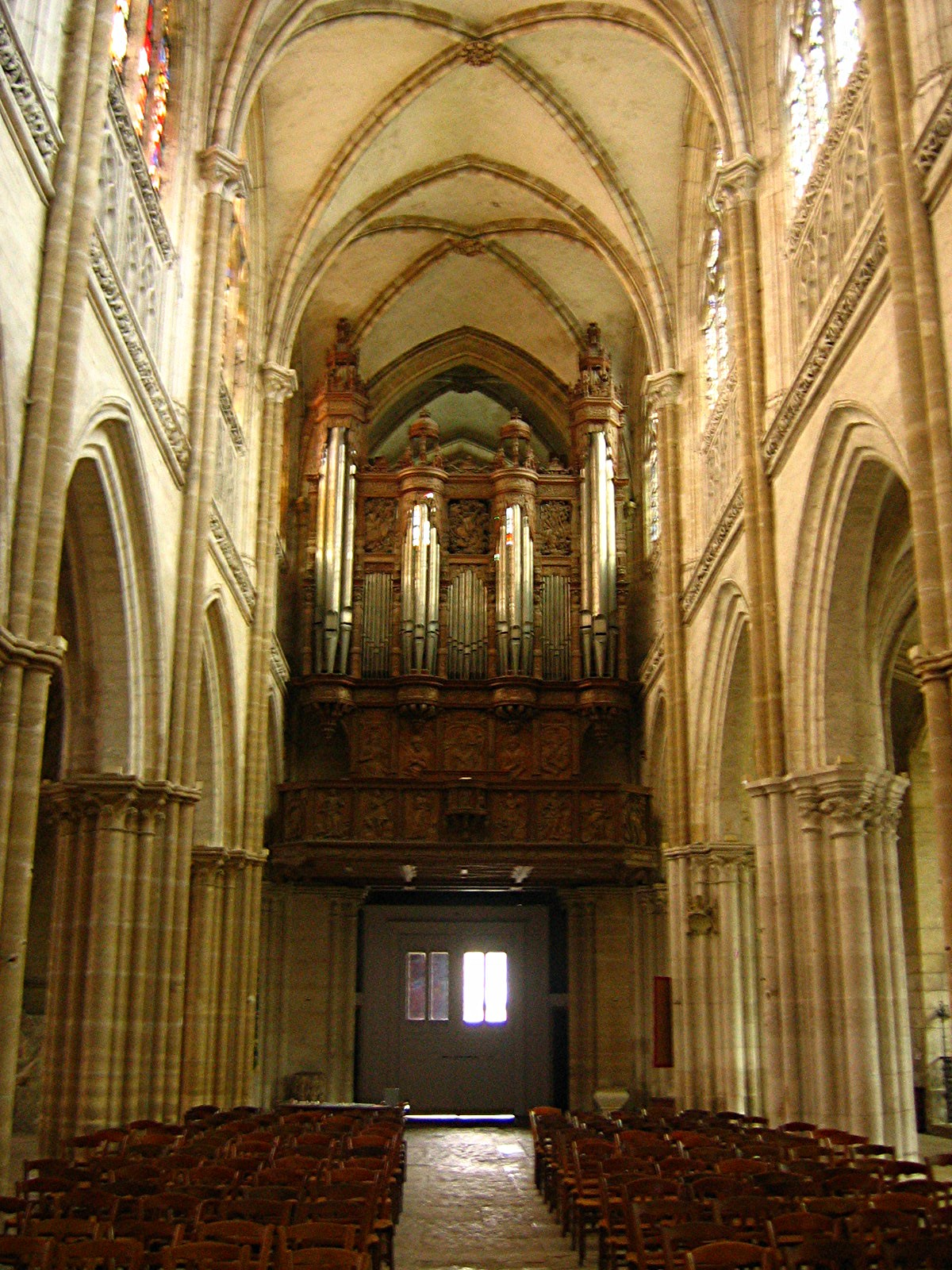
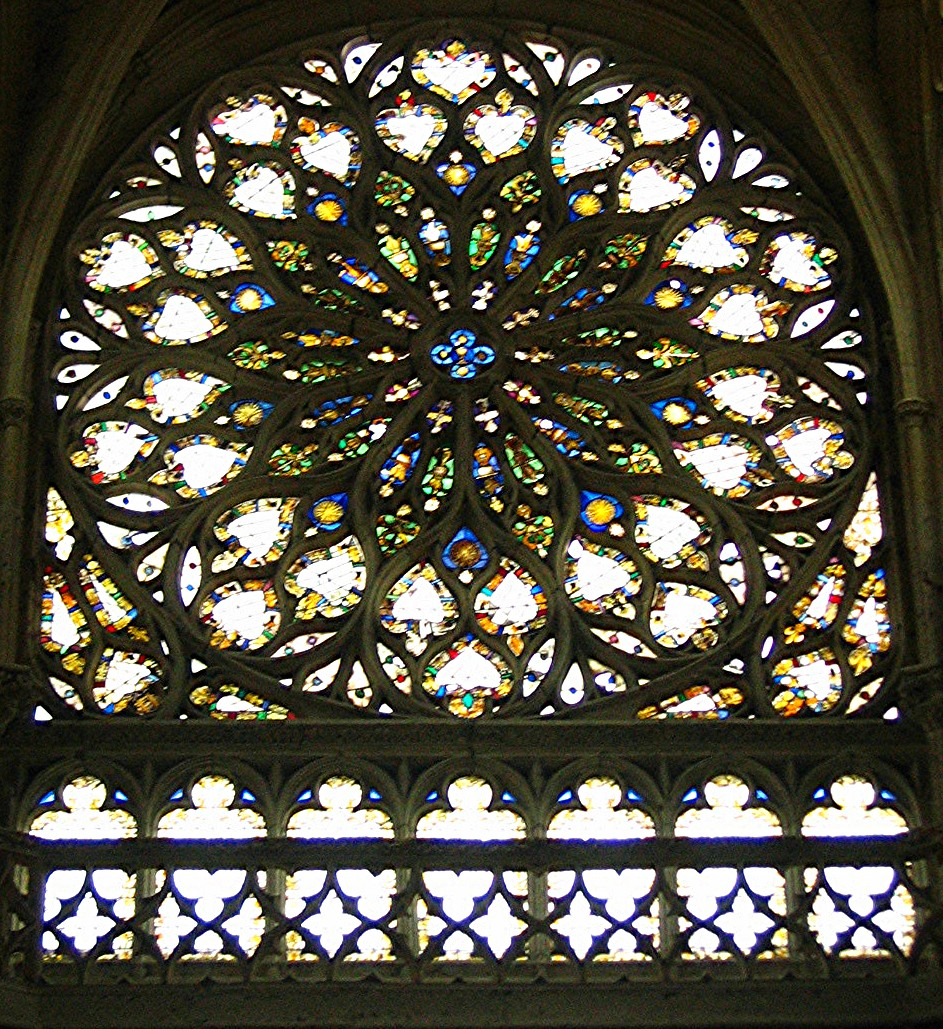
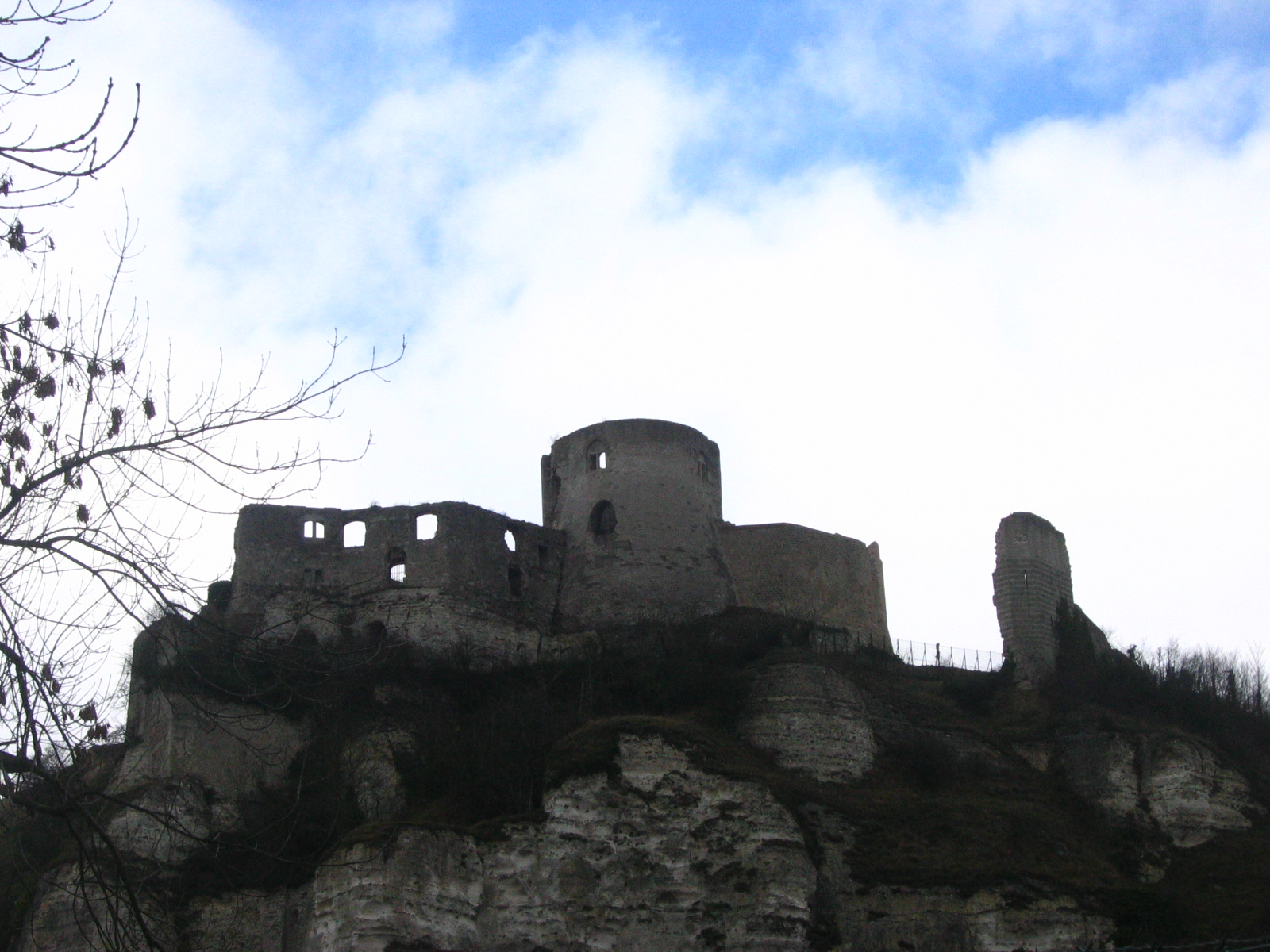